# Övre Rudasjön
Övre Rudasjön, ibland kortformen Övre Rudan eller det mest vanliga Rudan är en sjö i Haninge kommun i Södermanland som ingår i Tyresåns huvudavrinningsområde. Sjön är 8,1 meter djup, har en yta på 0,113 kvadratkilometer och befinner sig 36,7 meter över havet. Cirka 400 meter söder om Övre Rudan ligger Nedre Rudasjön.

## Beskrivning

### Namnet
Namnet Ruda lär härstamma från ett äldre svenskt ord för ’röja’. En annan mer trolig teori menar att namnet kommer av rudor, förr en mycket vanlig sötvattensfisk i de två sjöarna.

### Sjön
Sjön ligger på Södertörn omedelbart väster om pendeltågsstationen i Handen. I dess södra ände finns en badplats vid Rudans gård, med anslutning till Rudans naturreservat, där också Sörmlandsleden passerar och Rudans friluftsområde utbreder sig. Likaså finns en badplats vid sjöns norra ände mittemot det så kallade Elefantberget.
Sjön ingår i Tyresåns sjösystem och får tillrinning från Nedre Rudasjön, Lillsjön och Trylen och den avvattnas via Dammträsk till Drevviken. En stor mängd vatten filtreras också genom skogen från Hanvedens många våtmarker.
Sommartid används Övre Rudasjön som en allmän badsjö och den är klassad som ett så kallat EU-bad. Vattnet är normalt sett tjänligt, med små eller inga halter av näringsämnen, klorofyll och makrofyter. Den har därför också ett lågt trofiindex, med få fotoautotrofer och kemoautotrofer. På vintrarna då isen är stark nog plogas det banor för skridskoåkning.

### Ruda skans
Under brons och järnåldern var Rudasjöarna en del av ett farbart vattendrag som hängde ihop med Drevviken vilken i sin tur hade kontakt med Kalvfjärden och Östersjön. Genom landhöjningen gick kontakten förlorad men rester efter forntida verksamhet och bosättning finns bevarade vid Övre Rudasjön. På Elefantberget, vid nordvästra delen av sjön, ligger fornborgen Ruda skans troligen från bronsåldern. Dess östra sida stupar drygt 30 meter rakt ner i sjön. Övriga sidor begränsas av branta bergsluttningar och stup. Två av bergets skrevor är spärrade av kraftiga vallar. De är båda delvis utraserade och har rester av kallmur i 3-5 skift. Från den sydöstra muren sträcker sig en stensträng, 10-15 m lång, 0,5 m bred och 0,3 m hög, mot norr. Hägnaden har restaurerats men inte grävts ut. Man antar att deras utseende idag inte avvika särskilt mycket från hur de ursprungligen såg ut. Namnet Ruda Skans är belagt genom bland andra konsthistorikern Gustaf Upmark den äldre.

## Delavrinningsområde
Övre Rudasjön ingår i delavrinningsområde (656253-163262) som SMHI kallar för Utloppet av Övre Rudasjön. Medelhöjden är 49 meter över havet och ytan är 2,75 kvadratkilometer. Det finns inga avrinningsområden uppströms utan avrinningsområdet är högsta punkten. Vattendraget som avvattnar avrinningsområdet har biflödesordning 2, vilket innebär att vattnet flödar genom totalt 2 vattendrag innan det når havet efter 15 kilometer. Avrinningsområdet består mestadels av skog (15 procent). Avrinningsområdet har 5,87 kvadratkilometer vattenytor vilket ger det en sjöprocent på 11,9 procent. Bebyggelsen i området täcker en yta av 35,23 kvadratkilometer eller 71 procent av avrinningsområdet.

## Bilder

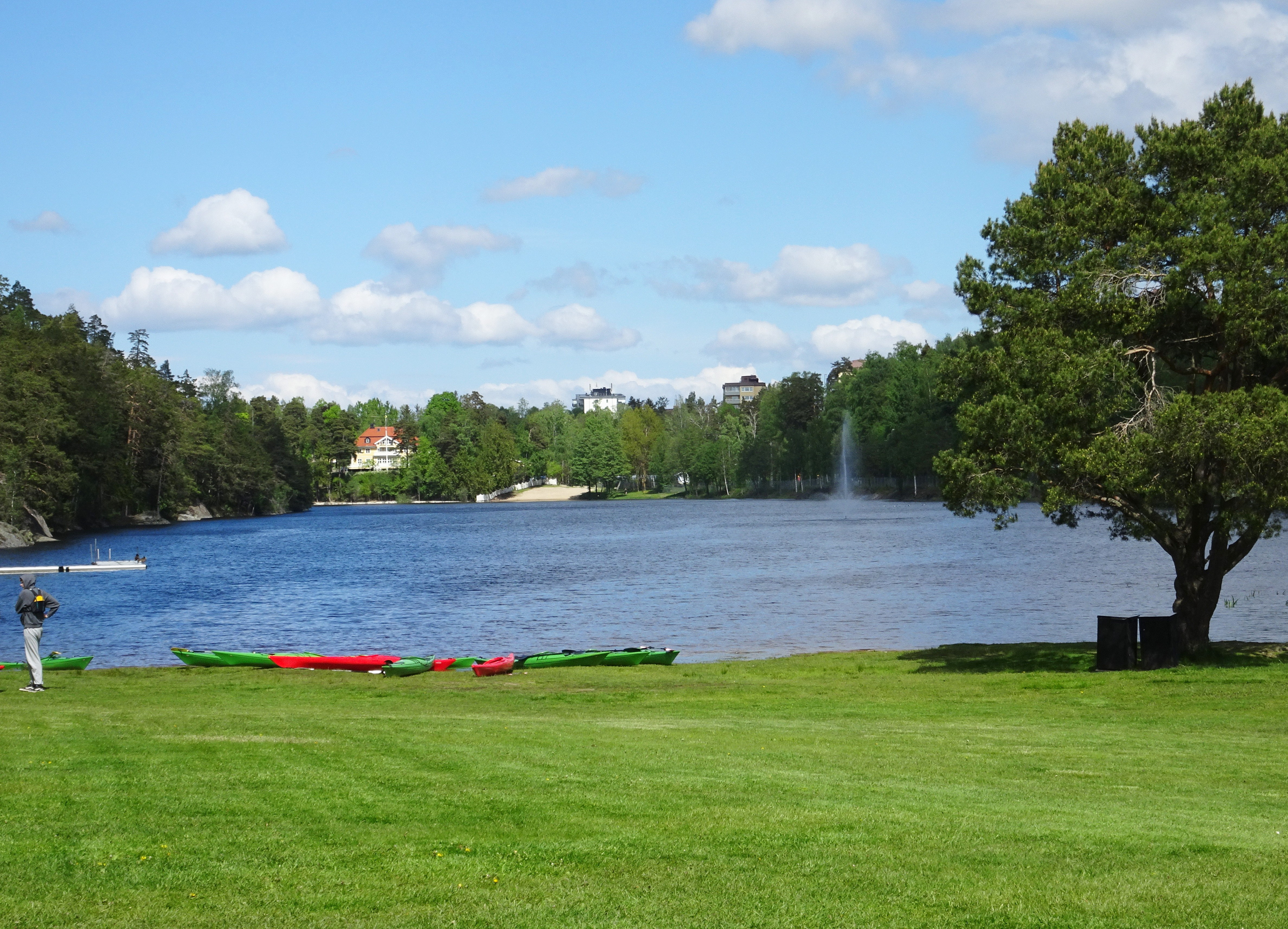
Övre Rudasjöns badplats, vy mot norr.
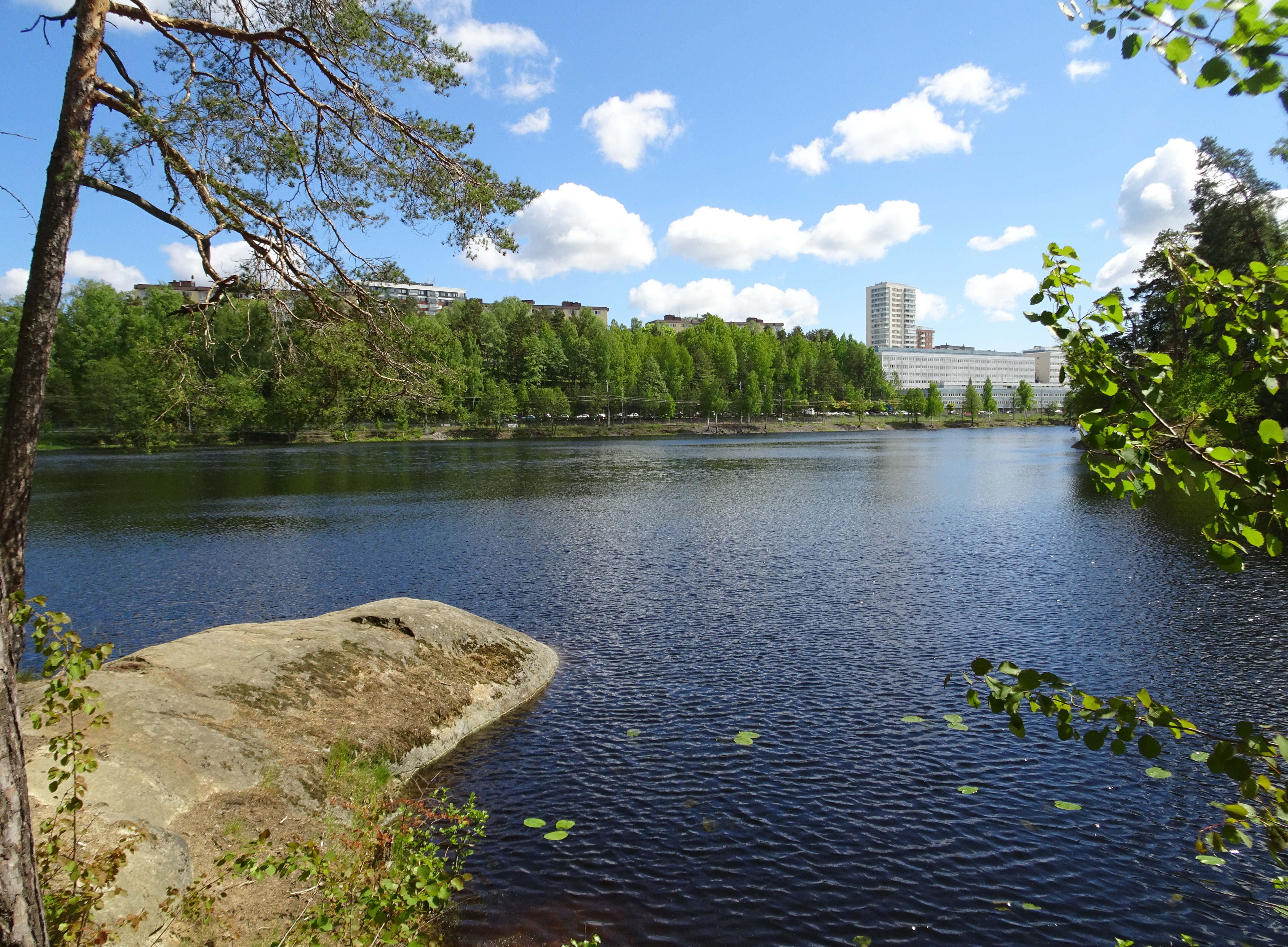
Vy från nordvästra stranden in mot Handen.
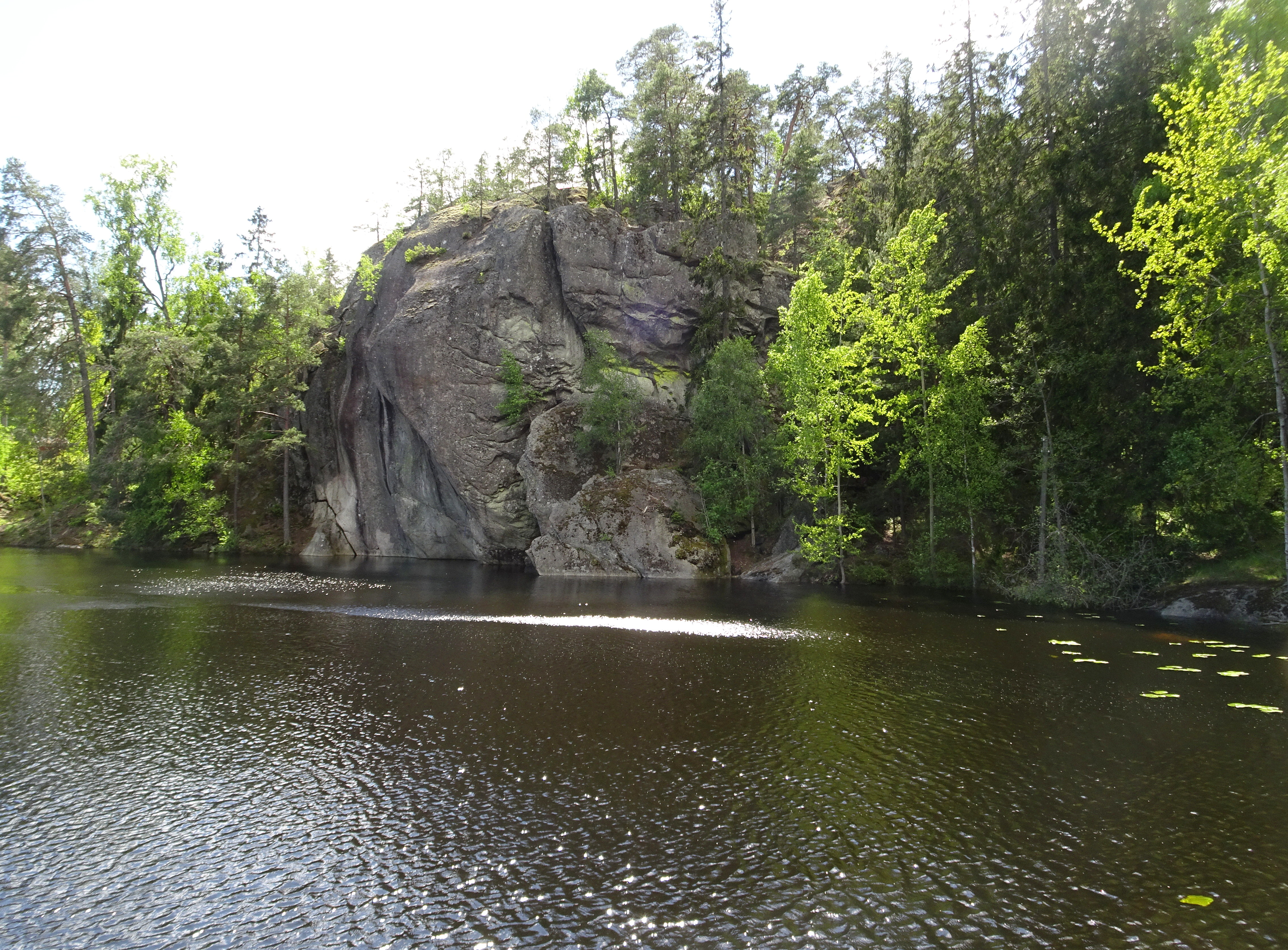
Ruda skans, östra stup med "Elefanthuvudet".
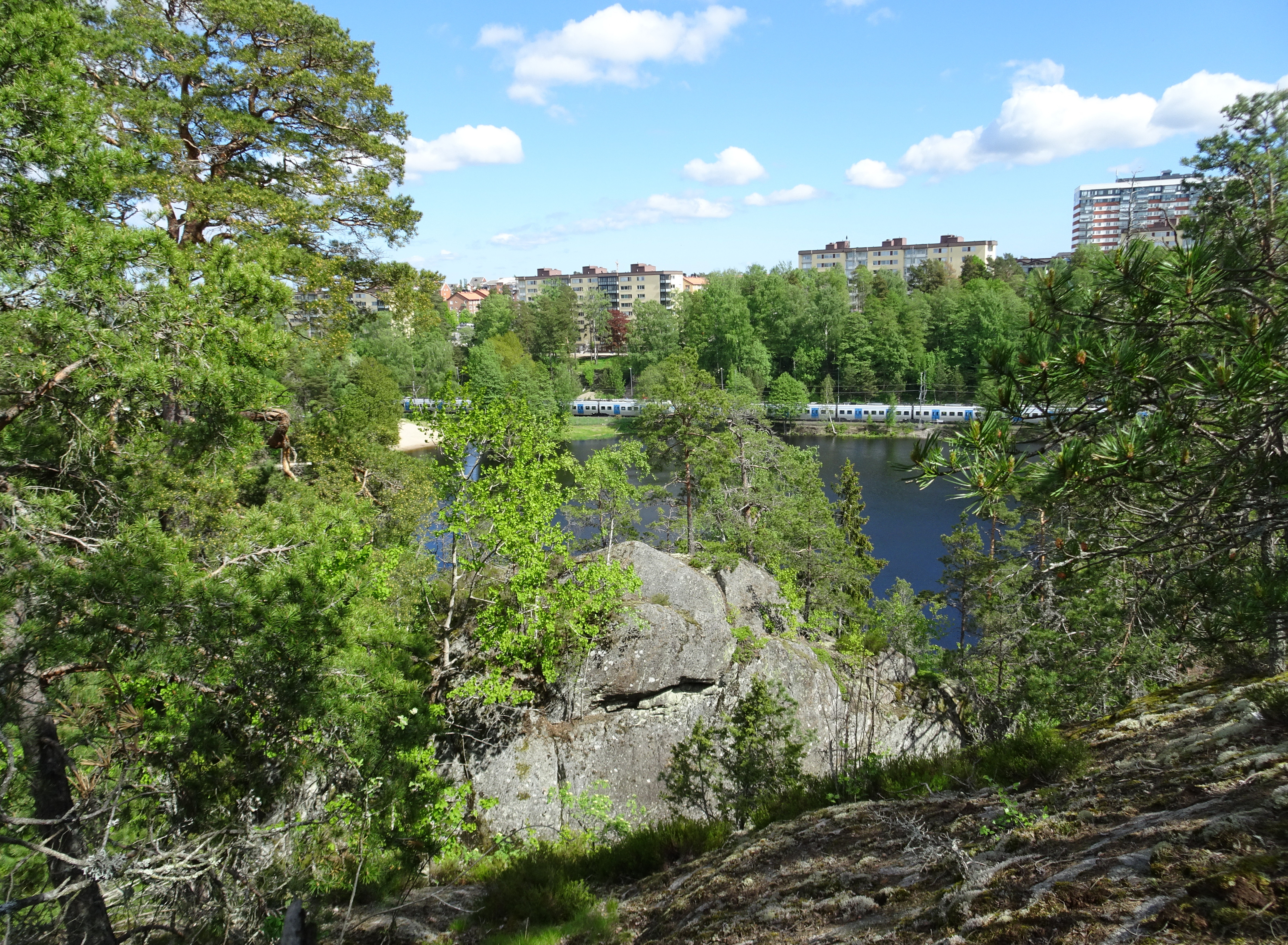
Utsikt från Ruda skans mot Handen.
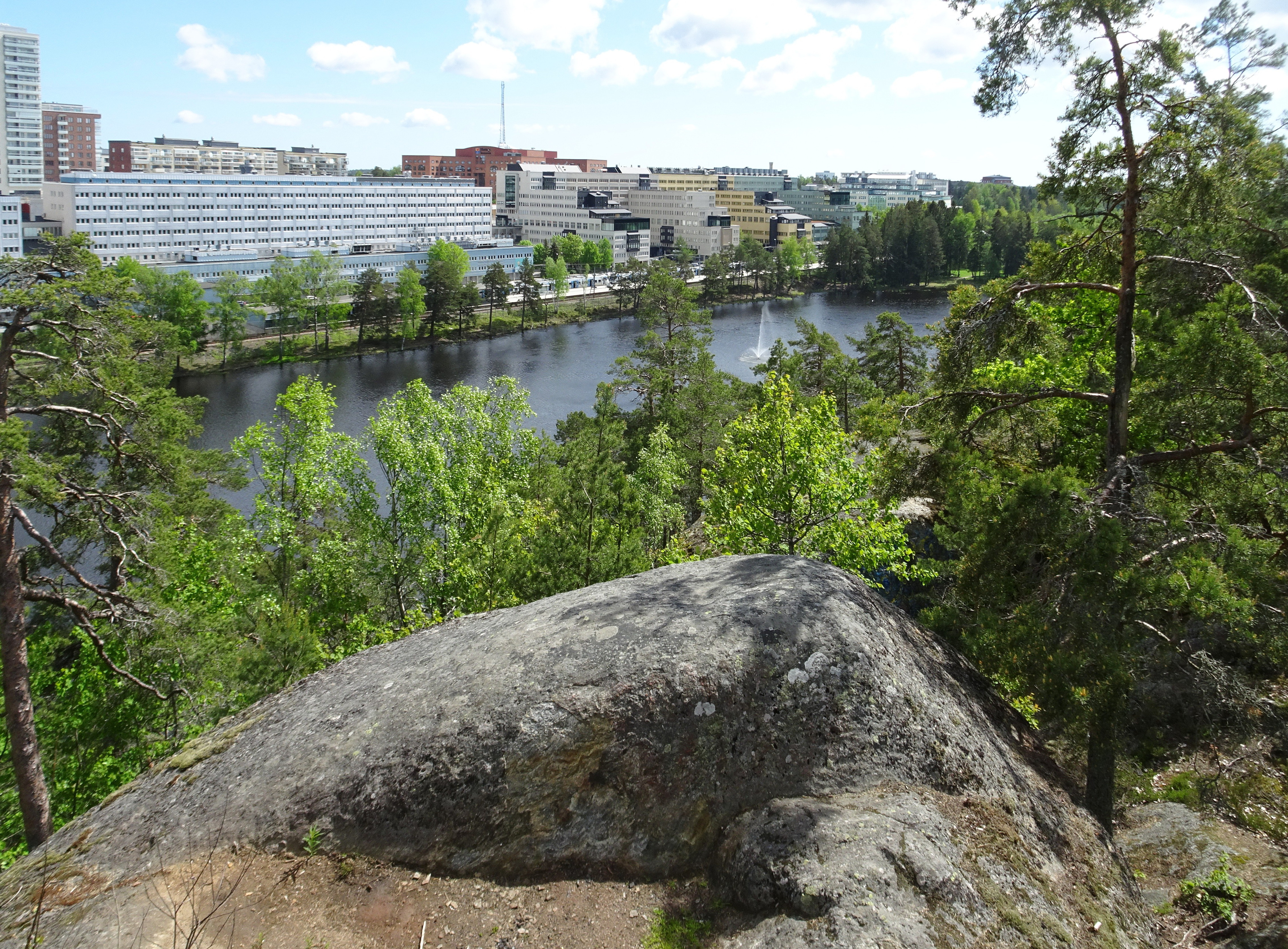
Sjön sedd från Elefantberget.
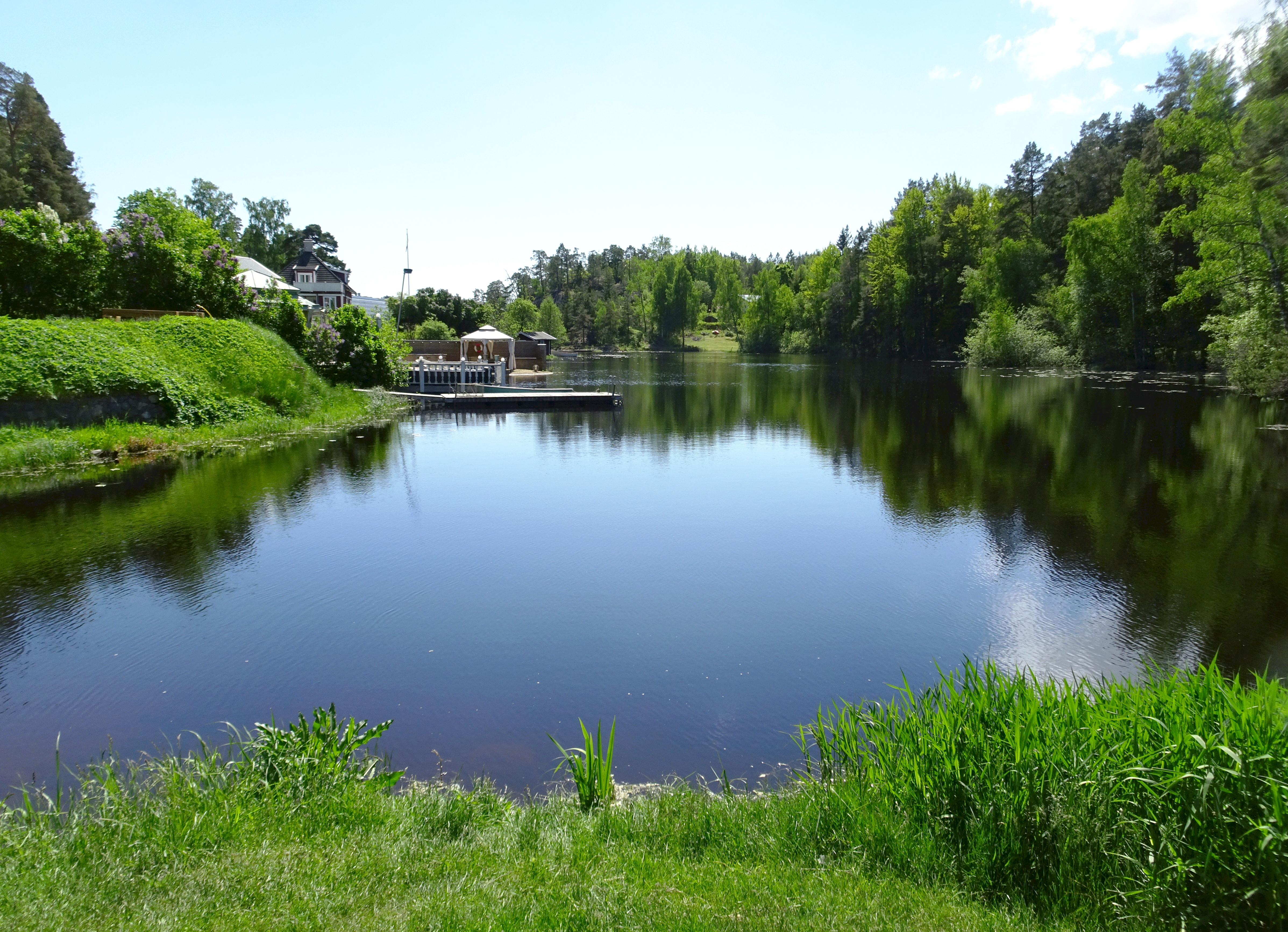
Vy mot söder från Kolartorp.